# Clemens Hardeman
Clement Anthonius "Clemens" Hardeman (Kralingen, 28 november 1893 – Oldenzaal, 23 oktober 1963) was een Nederlandse architect, die vooral bekend is vanwege zijn kerkgebouwen voor de Rooms-Katholieke Kerk. Hij woonde en werkte in Oldenzaal.

## Persoonlijk
Clemens Hardeman werd geboren in een katholiek gezin in Kralingen, als zoon van Adrianus Petrus Karel Hardeman en Elisabeth Anna Maria van der Voorden. Zijn vader was timmerman en architect. Clemens was de jongste van het gezin van zes kinderen, hij had vier zussen en een broer.
Hij trouwde op 26-jarige leeftijd te Amersfoort met Catharina Maria de Ruijter (1894-1989). Met haar kreeg hij vijf zonen en twee dochters. Hun tweede zoon Clemens Johannes Wilhelmus Hardeman (1923-1974) werd ook architect.

## Werk
In het begin van de 20e eeuw was er in Nederland veel behoefte aan katholieke kerkgebouwen. Als rooms-katholieke architect heeft Clemens Hardeman zijn bijdrage geleverd aan de bouw van vele daarvan, vrijwel allemaal ten noorden van de grote rivieren. Een aantal van zijn ontwerpen wordt beschermd als rijksmonument, zoals de kerk van Oosterhout en de Sint-Caeciliakerk met pastorie in Rietmolen (1932). Voor zijn ontwerpen gebruikte hij verschillende stijlen. Zo heeft hij kerken ontworpen in de stijl van de neogotiek, de Amsterdamse School, het traditionalisme en de expressionistische architectuur.
Hij ontwierp ook andere gebouwen, zoals een school in Vaassen (1920) en een bejaardentehuis met kapel in Luttenberg (1955).

## Lijst van bouwwerken
De lijst is incompleet
| Bouw      | Naam                                                       | Plaats      | Bijzonderheden                                                     | Afbeelding |
| --------- | ---------------------------------------------------------- | ----------- | ------------------------------------------------------------------ | ---------- |
| 1920      | School                                                     | Vaassen     |                                                                    |            |
| 1924      | Sint-Jozefkerk                                             | Delfzijl    |                                                                    |            |
| 1927-1928 | Antonius Abtkerk                                           | Enter       |                                                                    |            |
| 1929      | Sint-Catharinakerk                                         | Barneveld   |                                                                    |            |
| 1929      | Huize St. Willibrord met kapel                             | Boskamp     | Afgebroken                                                         |            |
| 1929      | Heilig Hart van Jezuskerk                                  | Lemelerveld | Uitbreiding bestaande kerk met transept en koor                    |            |
| 1929-1930 | Onze-Lieve-Vrouw ten Hemelopnemingkerk                     | Klarenbeek  | Buiten gebruik 2014, nu evenementencentrum                         |            |
| 1931      | Klooster van de zusters van het heilig hart                | Dalfsen     |                                                                    |            |
| 1931      | Sint-Plechelmuskerk                                        | De Lutte    |                                                                    |            |
| 1931      | Sint-Marcellinuskerk                                       | Broekland   | Uitbreiding bestaande kerk met zijbeuken                           |            |
| 1931-1932 | Sint-Caeciliakerk                                          | Rietmolen   |                                                                    |            |
| 1932      | Sint-Leonarduskerk                                         | Oosterhout  |                                                                    |            |
| 1932      | Sint-Jozefkerk                                             | Meers       | Uitbreiding bestaande kerk met zijbeuken en toren, vergroting koor |            |
| 1933      | Onze-Lieve-Vrouw Onbevlekt Ontvangenkerk                   | Erica       |                                                                    |            |
| 1933      | Klooster Zusters van de Congregatie van Julie Postel       | Nieuw-Wehl  |                                                                    |            |
| 1933      | Woning Zuivelstraat Oldenzaal (huidig de Hoge Haerlaan 13) | Oldenzaal   | schild in de voorgevel O.L.Vrouw van altdurende bijstand.          |            |
| 1934      | Sint-Sebastianuskerk                                       | Hellendoorn | Uitbreiding bestaande kerk met transept en koor                    |            |
| 1936      | Sint-Vituskerk                                             | Blaricum    | Vergroting schip bestaande kerk                                    |            |
| 1936      | Kapel Sint-Vincentius Gasthuis                             | Groenlo     |                                                                    |            |
| 1936      | Antonius van Paduakerk                                     | Nieuw-Dijk  | Vergroting schip bestaande kerk met twee traveeën, met voorgevel   |            |
| 1938-1939 | Maria Zuiveringkerk                                        | Putten      |                                                                    |            |
| 1938-1939 | Heilige Familiekerk                                        | Soest       | Met Arnold Brouwer. Buiten gebruik 2021                            |            |
| 1941      | Sint-Plechelmuskerk                                        | Rossum      |                                                                    |            |
| 1949      | Onze-Lieve-Vrouw van Altijddurende Bijstandkerk            | Beuningen   |                                                                    |            |
| 1951      | Sacramentskerk                                             | Glane       |                                                                    |            |
| 1955      | Bejaardenhuis Maria-Oord met kapel                         | Luttenberg  |                                                                    |            |